# Catllà
|  | Aquest article tracta sobre la localitat del Conflent. Vegeu-ne altres significats a «Catllar». |

Catllà (IPA: [kə'ʎʎa], Catllar, oficialment en francès) és una comuna de la Catalunya del Nord, a la comarca del Conflent. Aquesta població fou un domini del monestir de Sant Miquel de Cuixà (Alou de Catllà).

## Etimologia
Segons Joan Coromines en el seu Onomasticon Cataloniae, el nom del vilatge, que apareix com a Castlà i Castellà el 1117, procedeix del llatí Castellānus o, més aviat, de Villare Castellāni, amb l'origen en un antropònim, i no pas de castellare (territori agregat a un castell), com és el cas dels Catllar acabats en -r.

## Llengua
El lingüista català Antoni Griera publicà una petita comparació del parlar de Catllà amb el de Montalban de la Frontièra, un vilatge occità de proximitat: https://gallica.bnf.fr/ark:/12148/bpt6k158953/f261.item

## Geografia

### Localització i característiques generals del terme

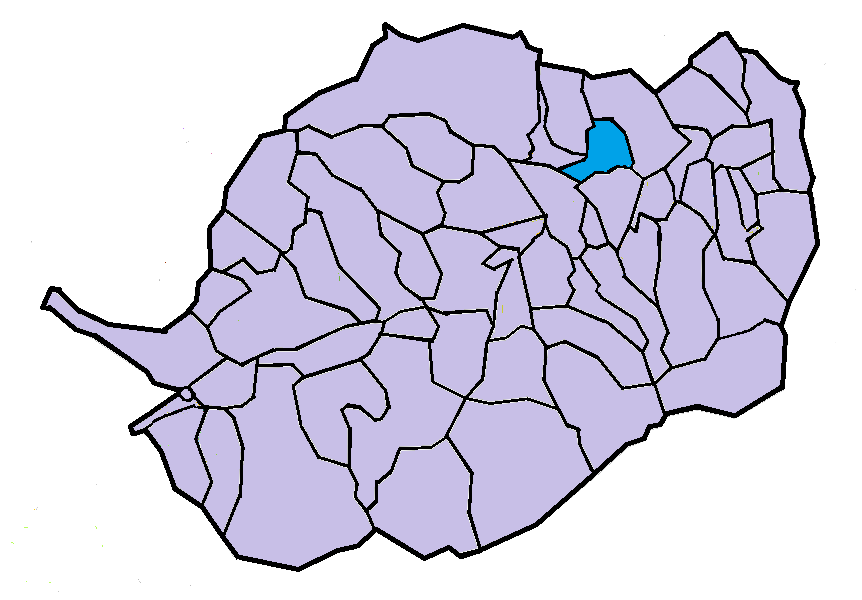
Situació de la comuna de Catllà en el Conflent

El terme comunal de Catllà, de 80.200 hectàrees d'extensió, és situat a la vall de la Tet, a tocar a l'esquerra del riu, llevat d'un petit territori a la dreta de la Tet, a l'extrem oriental del terme. És al nord del centre de la comarca i de la vila de Prada, cap de la comarca i del cantó dels Pirineus Catalans. Tota la zona meridional del terme s'organitza a l'entorn del riu; es tracta d'una zona agrícola de regadiu quasi tota, on es troba la major part de les explotacions agrícoles de Catllà. Des del poble cap al nord s'estén un coster paral·lel al d'Eus, en direcció a Serra Mitjana.
No es tracta d'un terme uniforme; s'hi podrien distingir tres zones diferenciades: al mig, on hi ha el poble, la vall baixa de la Castellana, que travessa aquesta zona central de nord-oest a sud-est, fins a atènyer la Tet; just abans d'arribar-hi rep per l'esquerra el Còrrec de Roters. Al sud-oest d'aquesta zona central, un tros del terme de Catllà tot a l'esquerra de la Tet, formada per les valls, i la carena que les separa, de dos afluents de la Castellana: el Còrrec de les Eres i el de Vallauria. Al nord-est, les valls dels còrrecs que davallen de Serra Mitjana i aflueixen en la Tet per l'esquerra, paral·lels al de Roters i als còrrecs del terme d'Eus: el Còrrec de la Sanya, el de les Illes i, a l'extrem oriental, el de les Teixoneres, que discorre per Catllà, però en el seu tram final entra del tot en el terme d'Eus.
El punt més elevat del terme és al nord-oest, al triterme amb Molig i Eus, on hi ha l'Arca de Calaons, que arriba als 782 m alt (i als 654 a l'extrem nord-est). Cap al sud s'estén el coster que va en direcció a la Tet; el poble de Catllà és a 331 m alt, i el punt més baix, a la llera de la Tet en la seva sortida del terme cap Eus, és a 302 m alt.
Termes municipals limítrofs:
| Molig       |       |     |
| Campome     |       | Eus |
| Rià i Cirac | Prada |     |

### El poble de Catllà

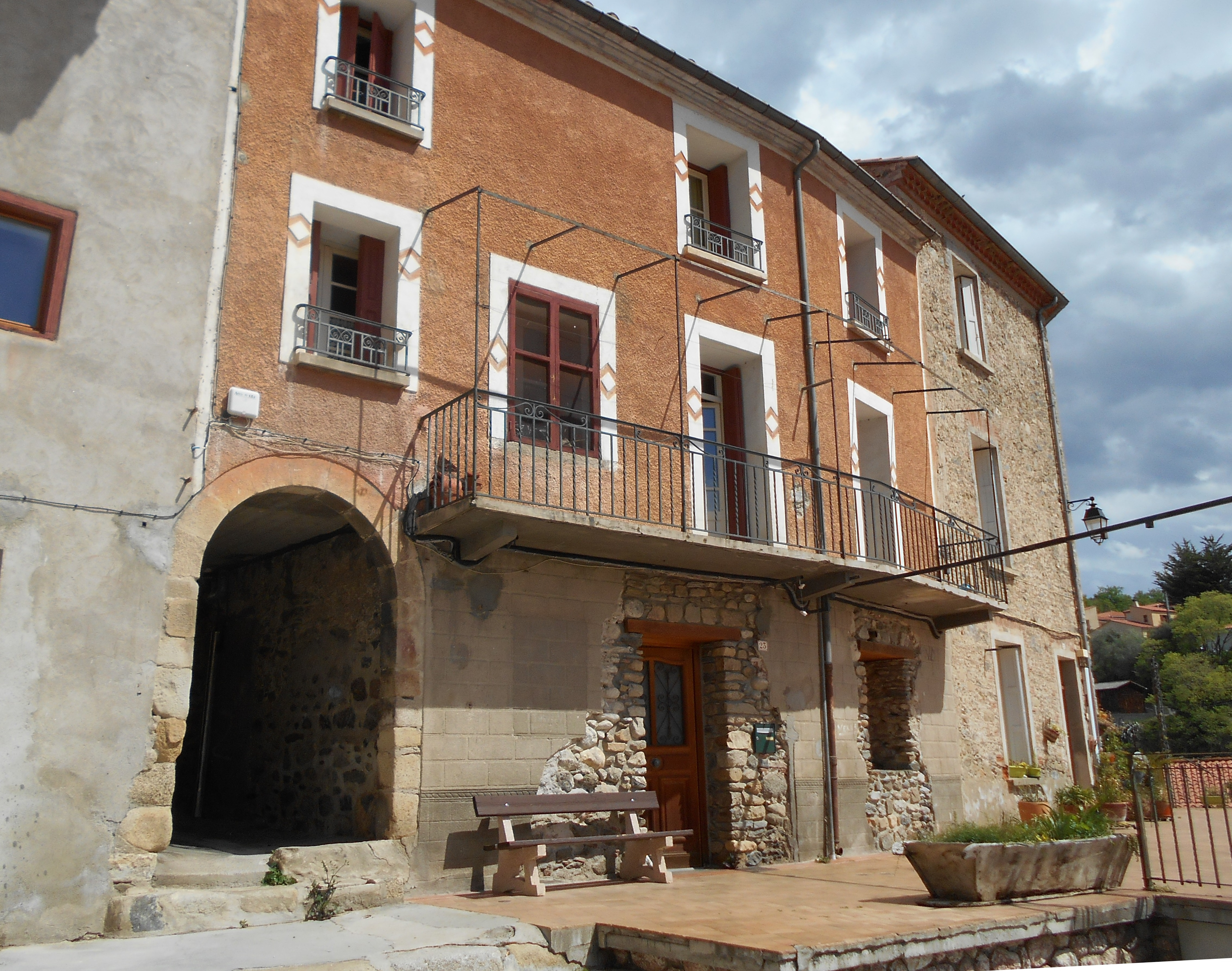
Recinte i porta de la cellera

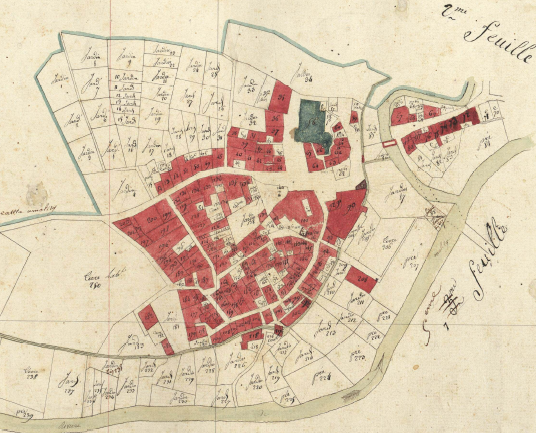
Catllà en el Cadastre napoleònic del 1812 (Arxius Departamentals dels Pirineus Orientals)

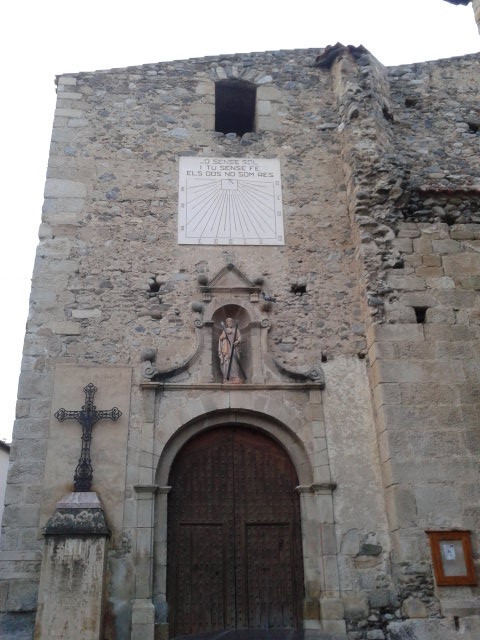
Façana de l'església de Sant Andreu

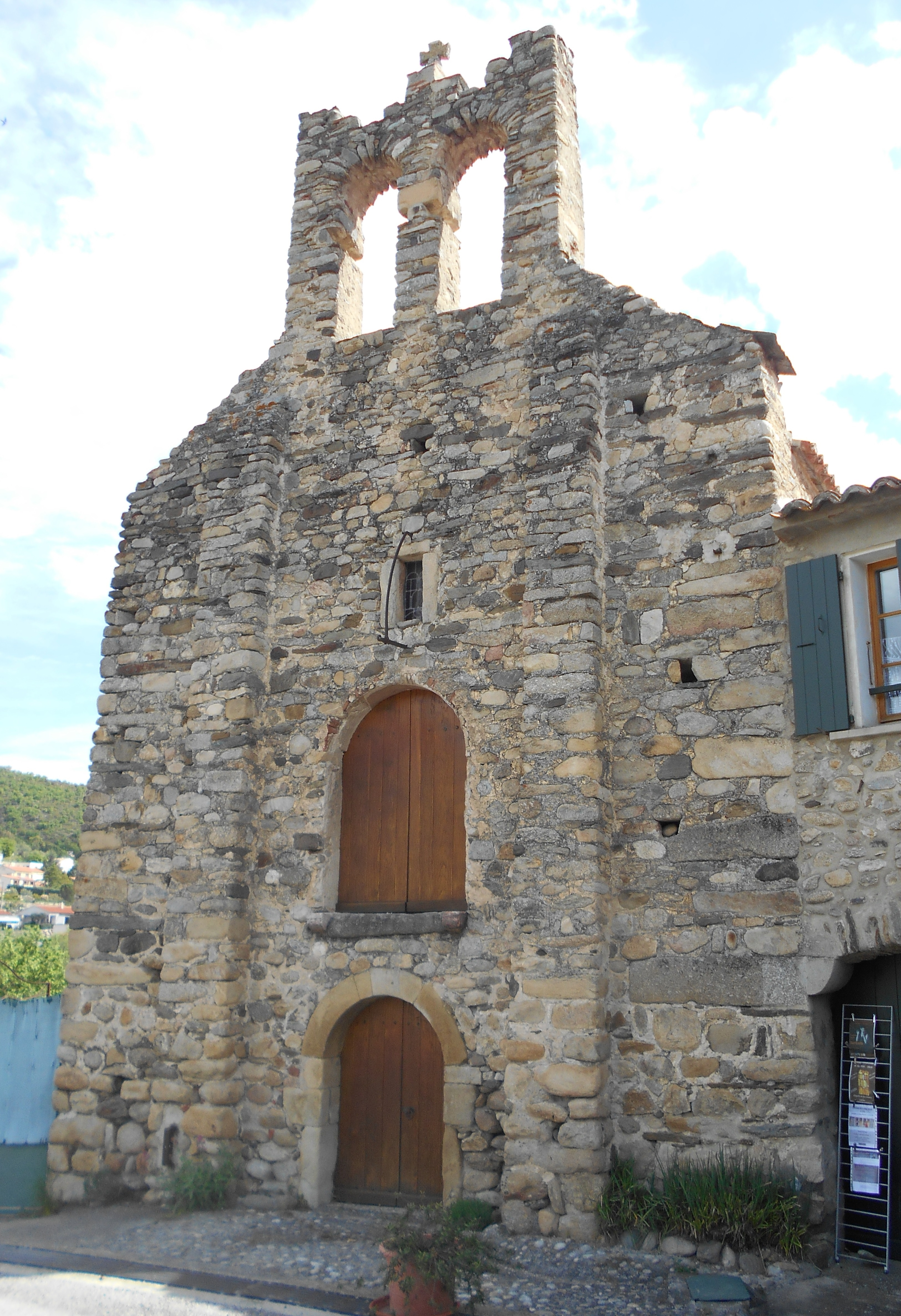
Façana occidental de l'església de Santa Maria de Riquer

El poble de Catllà, situat vers el centre de la meitat meridional del terme comunal, és a la riba esquerra de la Castellana, a prop al nord-oest d'on aquest riu s'aboca en la Tet.
Al voltant de l'església parroquial de Sant Andreu es formà la cellera primigènia del poble, el traçat de la qual es conserva en la seva part sud-oriental: la mateixa església, en el seu engrandiment en època moderna, en destruí almenys tota la part nord i nord-oest. Una part de la cellera encara era anomenada Revellí fins ben recentment. Durant l'edat mitjana el poble cresqué cap al pendís lleugerament ascendent situat al seu sud-oest, on es formà un poble murat.

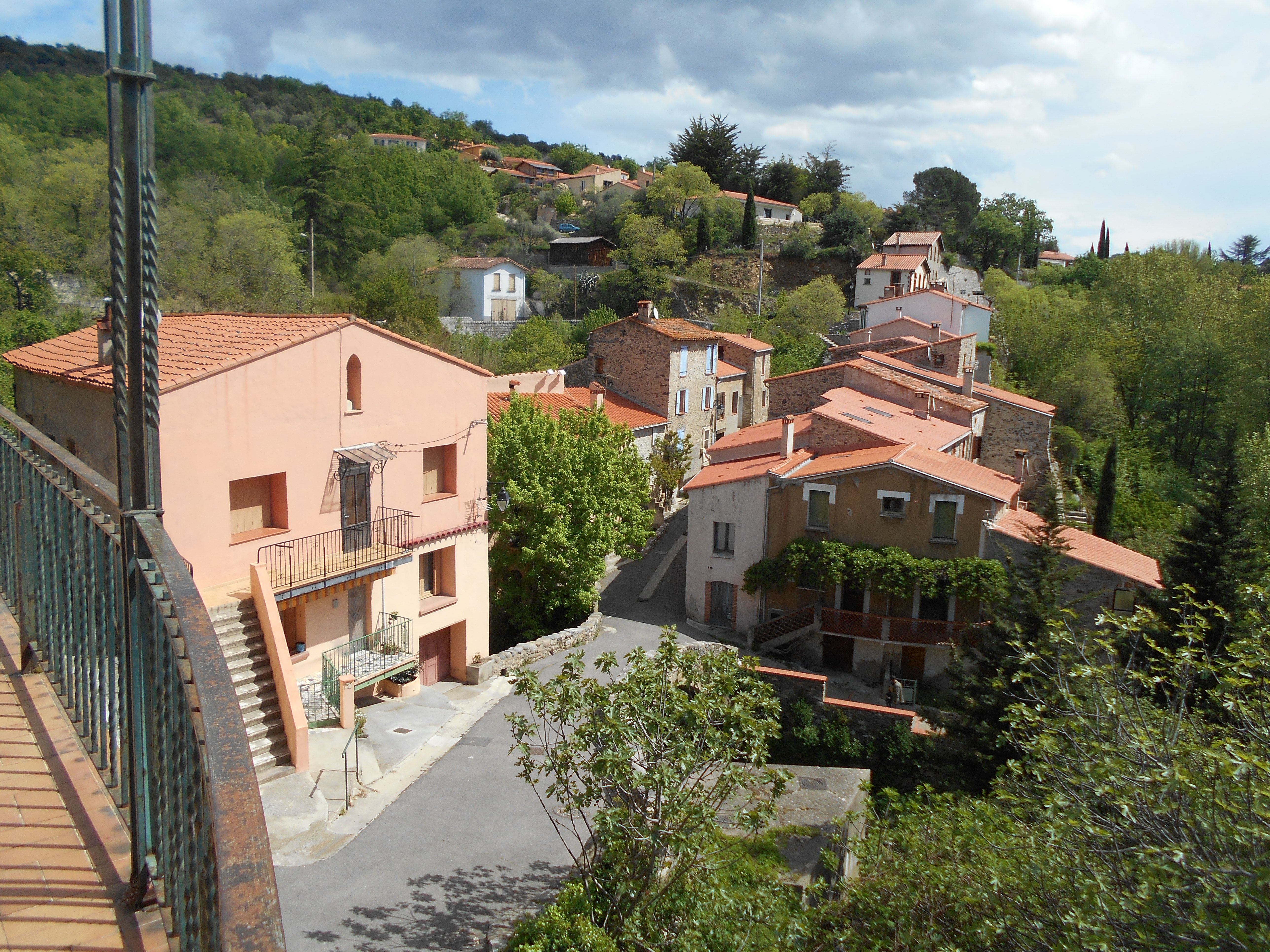
Barri de la Coma, de Catllà

El primer engrandiment del poble es donà sobretot a l'oest, entre la cellera i la carretera de Molig, resseguint aquesta carretera, on es van construir les escoles del poble; just a ran de la cellera es troba la Casa del Comú del poble. Ja en dels darrers cinquanta anys, es crearen urbanitzacions al nord-est, la Coma, i al nord-oest, així com al sud-est, a l'entorn del Mas Riquer i de l'antiga església de Santa Maria de Riquer. Aquesta darrera té continuïtat dins del terme de Prada. El cementiri actual, anomenat Cementiri de Vallàuria, és a ponent del poble. Prop seu es conserven les capelles de Nostra Senyora de les Voltes i de Santa Anna.

### Santa Maria de Riquer
La proximitat de l'abadia de Sant Miquel de Cuixà feu que aquest monestir posseís diversos alous a Catllà. En dos d'ells, Riquer i Calaons, hi va establir petits priorats dependents de l'abadia, dels quals han perviscut les esglésies respectives. Santa Maria de Riquer és a prop al sud-est del poble. Al seu entorn s'ha format la moderna urbanització de Mas Riquer.

### Sant Jaume de Calaons
El segon dels priorats dependents de Cuixà era Sant Jaume de Calaons, situat al centre de la meitat nord del terme de Catllà, al nord del poble d'aquest nom.

### Els dòlmens de Catllà
En una regió abundosa en dòlmens, Catllà en posseeix diversos:: l'Arca de Calaons, conjunt megalític una part del qual és en terme de Molig i molt a prop del d'Eus. A part, hi ha també el Dolmen de Serra Mitjana.

### Els masos del terme
Entre les construccions aïllades en el terme catllanenc hi ha alguns masos, com el Mas Delmer, abans Mas Mir, el Mas Riquer, el Mas Sabater, abans Molí Paperer Vilar i el Mas Satger, però la majoria d'aquesta mena de construccions són cabanes i cortals: el Casot de Can Rossa, el Cortal de la Terma, el de Joan de les Illes, el de les Costes, el d'en Batlle, abans d'en Vernis, el d'en Tambor, el d'en Vador, o Cortal Solera, o Bellavista, el Cortal de Pic Jauger, el Cortal Jampí i l'Orri de Vallàuria. A part, la Cabana del Talc i els Casals, o Casals de Calaons, són en ruïnes. Hi ha alguns oratoris, com el de les Envistes de Sant Jaume, o Sant Jaume Petit, el de les Envistes de Sant Jaume del Camí d'Eus, abans d'en Clarà, i el de Santa Bàrbara, a més de les esglésies de Santa Maria de Riquer i de Sant Jaume de Calaons. També cal esmentar el Pont de les Espasseres, o de les Cabres.

### Hidrologia

#### Cursos d'aigua
El poble de Catllà es va formar en un lloc estratègic a la zona dels dos rius sobre els quals s'estén el seu terme: la Tet i un dels seus principals afluents: la Castellana. La Tet fa de termenal amb Prada un tram llarg, fins que aquest riu entra a l'interior del terme, hi marca un profund meandre, torna fer de termenal, ara amb Eus, fins que abandona el terme de Catllà i entra plenament en el d'Eus. En tot aquest recorregut, la Tet no rep cap afluent significatiu per la dreta, on s'estén la plana de la vila de Prada. Sí per l'esquerra: en primer lloc, a l'alçada del Mas Riquer, el Mas Tolrà i l'església de Santa Maria de Riquer, arriba a la Tet la Castellana. Aquest riu, de llarg recorregut, abans d'afluir en la Tet ha rebut tot de còrrecs dins del terme de Clarà: per la dreta, els còrrecs de Vallàuria i de les Eres, que conformen l'extrem sud-oest del terme de Clarà; per l'esquerra, el Còrrec de Roters i el de la Sanya. En el curs d'aquests darrers cursos d'aigua cal destacar el Salt del Marellenguer. al poble mateix, i el Salt Gros.
El Còrrec de Roters, que defineix tota la vall al nord del poble de Clarà, aporta també els còrrecs de Picocells, que neix a Molig, on és anomenat Còrrec de les Basses, i de Serramador, anomenat de Mira Conflent a Molig. Més a l'est la Tet ja no rep, dins del terme de Clarà cap més afluent, però sí en terme d'Eus: els còrrecs de les Illes, o Ribera de Sant Jaume de Calaons, que també rep el Còrrec de Sant Jaume, i de les Teixoneres neixen a Clarà, però a mig recorregut es decanten cap al terme eusenc i s'aboquen en la Tet un bon tros dins d'aquest terme.

#### Canals d'irrigació
La zona riberenca de la Tet, plana i amb força conreu hortícola, té alguns canals d'irrigació: el Rec de Baix, el de Canoà, el de Dalt, el de Marqueixanes i el d'Eus, o de Tet i Llosa (anomenat Rec de la Llosa a Eus).

### Orografia
Tot i no ser un terme gaire accidentat, sí que es conserven a Catllà alguns topònims que indiquen espais geogràfics o formes de relleu. Així, hi ha obagues: el Bac de Panerdut i les Bagues; boscs: el Bosc de la Pastora; colls: el Coll de la Pastora i el Coll de la Terma, o Coll Roig; planes: la Plana, les Planes, i serres i serrats: Serra de la Rondola i Serra Mitjana.

### El terme comunal
Els indrets específics o partides del terme de Catllà són l'Arca o les Arques de Calaons, l'Argentiner, les Basses, les Bigues, les Camarades, el Camí Trencat, Camiols, Cànoa, les Closes, la Creueta, la Creu d'en Marc, les Eres, les Feixes, els Figuerals, Galliners, Gorner, Gratallops, les Hortes, les Illes, Jacometa, els Mallols, el Mas d'en Delmer, els Monassis, Montcarnill, Picocells, el Pic Jauger, la Placeta de les Bruixes, el Pont de les Espasseres, els Pujals, el Roc de la Rondola, el Roc -o la Roca- del Duc, les Rodones, Roters, la Sanya, Sant Jaume, Serramadors, el Talc de Picocells (antiga pedrera de talc), les Tamborines, les Teixoneres, la Terma i Vallàuria. Alguns noms són ja en desús, només conservat en la memòria dels més grans: els Arenals, el Camp de l'Oratori, el Camp d'en Duran, el Canyer, l'Era d'en Comes, el Pas de l'Aigua, els Puells, Rere Vall, les Ribes i Sant Valentí. Hi ha alguns senyals termenals, com el Piló.

## Transports i comunicacions

### Carreteres
Pel terme de Catllà discorre sobretot una carretera, la D - 14 (D - 619, a Catllà - Coll de Jau), amb una variant per arribar al poble de Molig, la D - 14a (D - 14, a Molig - Mosset. Per l'extrem sud del terme, entra en el terme de Catllà la carretera D - 619 (Prada- Sant Pau de Fenollet), que travessa tot el terme de sud a nord.

### Transport públic col·lectiu
Pel poble de Catllà circula la línia 243 (Prada - Mosset), que uneix les poblacions de Prada, Catllà, els Banys de Molig, Campome i Mosset. La línia enllaça a Prada amb la 240 i la 260, per anar cap a Perpinyà o cap a la Cerdanya. Aquesta línia ofereix cinc serveis diaris de Mosset a Prada, i sis a la inversa, més un que es queda a Molig. No circula els dies festius. Per aquesta línia, Catllà és un quart d'hora de Campome, a 25 minuts de Mosset, a 10 minuts dels Banys de Molig i de Prada. A més, com altres pobles petits, disposa del TAD (Transport a la demanda).

### Els camins del terme
Els camins que enllacen Catllà amb els pobles i termes veïns són el Camí d'Eus a Sant Jaume, el Camí d'Orbanyà, el Camí Vell de Mosset, el Camí Vell de Prada, el Camí Vell d'Eus, la Ruta de Mosset, la Ruta de Prada, la Ruta de Prada a Eus i la Ruta d'Eus. Els altres camins existents són interns del terme de Catllà: Camí de les Teixoneres, Camí del Llenguadoc, o la Tira, o Camí de Salvezines, Camí d'en Ramí, o del Pla de Valençó, Camí de Picocells i Camí de Sant Jaume.

## Activitats econòmiques
La principal activitat del terme de Catllà és l'agrícola, tot i que nmés hi ha un centenar d'hectàrees conreades, en una cinquantena d'explotacions. Una seixantena es dediquen a arbres fruiters (préssecs, pomes, peres i albercocs) i a vinya, situada en els costers propers al poble, on es cull raïm per a vi comú, principalment. Tot just hi ha unes tres hectàrees per a pastures i farratges, tot i que el nombre de caps de bestiar és d'un centenar, quasi tot boví.

## Història
Catllà està documentat des del 948, amb la forma Castellanum, mentre que les documentacions següents demostren l'evolució del topònim: villa Castellani el 968 i el 1011, Catllà el 1612 i 1750. El poble de Catllà des del segle X fou propietat de l'abadia de Sant Miquel de Cuixà, per donacions diverses, sobretot dels comtes de Cerdanya; la primera constatació d'aquest domini apareix en una butlla del papa Joan XIII, el 968, i s'estengué fins a la fi de l'Antic Règim.
Per tancar l'Edat Mitjana, fem referència al fogatge del 1497; en parlar de Callà, hi esmenta 2 focs eclesiàstics (Mossèn Pere, vicari i Mossèn Anthoni, vicari), 4 d'autoritats del poble (Anthoni Fabra, batlle, i Miquel Bertran, Guillem Romeu i Miquel Riquer, cònsols), i 27 focs més.

## Demografia

### Demografia antiga
La població està expressada en nombre de focs (f) o d'habitants (h)
| 28 f | 26 f | 16 f | 16 f | 36 f | 21 f | 104 f | 110 f | 403 h | 106 f | 100 f |

### Demografia contemporània
| Evolució de la població |      |      |      |      |      |      |      |      |
| 1793                    | 1800 | 1806 | 1821 | 1831 | 1836 | 1841 | 1846 | 1851 |
| 430                     | 483  | 481  | 553  | 576  | 587  | 606  | 649  | 688  |

| 1856 | 1861 | 1866 | 1872 | 1876 | 1881 | 1886 | 1891 | 1896 |
| ---- | ---- | ---- | ---- | ---- | ---- | ---- | ---- | ---- |
| 659  | 607  | 612  | 604  | 608  | 614  | 532  | 540  | 537  |

| 1901 | 1906 | 1911 | 1921 | 1926 | 1931 | 1936 | 1946 | 1954 |
| ---- | ---- | ---- | ---- | ---- | ---- | ---- | ---- | ---- |
| 516  | 508  | 510  | 428  | 402  | 392  | 395  | 382  | 373  |

| 1962 | 1968 | 1975 | 1982 | 1990 | 1999 | 2006 | 2011 | 2015 |
| ---- | ---- | ---- | ---- | ---- | ---- | ---- | ---- | ---- |
| 344  | 353  | 535  | 617  | 692  | 639  | 687  | 718  | 748  |

Fonts: Ldh/EHESS/Cassini fins al 1999, després INSEE a partir deL 2004

### Evolució de la població

Població 1962-2008

## Administració i política

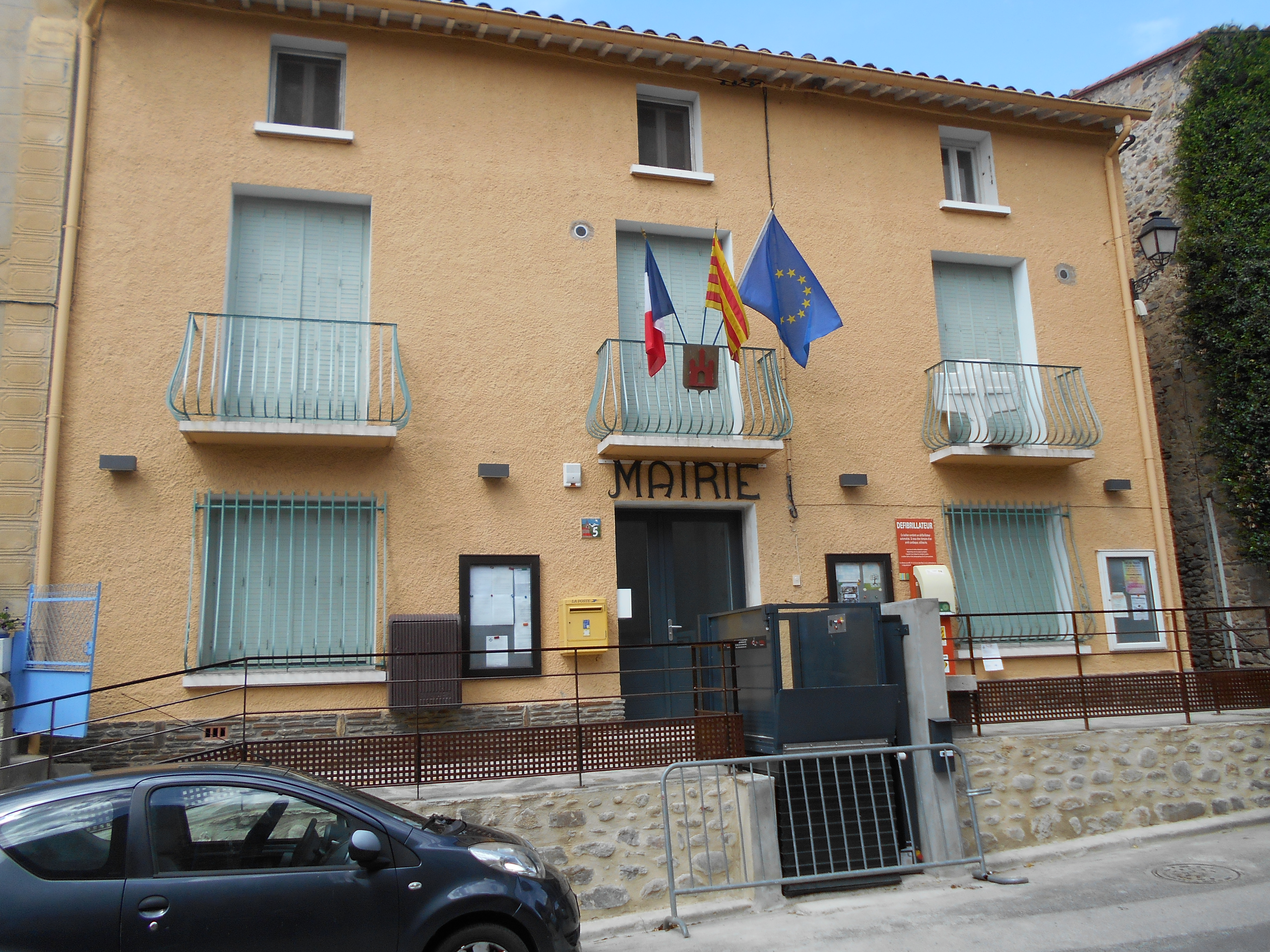
La Casa del Comú

### Batlles
| Alcalde           | Període                    |  |
| ----------------- | -------------------------- |  |
| Paul Bertran      | 1793 - 1793                |  |
| Gaudérique Fuster | 1793 - 1794                |  |
| Paul Bertran      | 1795 - 1805                |  |
| Jean Pallarès     | 1805 - juny del 1815       |  |
| Joseph Pallarès   | juny del 1815 - ? del 1815 |  |
| Jean Pallarès     | 1815 - 1816                |  |
| Jerôme Sabater    | 1816 - 1821                |  |
| Raymond Vernis    | 1821 - 1830                |  |
| Joseph Pallarès   | 1830 - 1831                |  |
| Gabriel Vernis    | 1831 - 1835                |  |
| Raymond Vernis    | 1835 - 1843                |  |
| Alexandre Picon   | 1843 - 1884                |  |
| Marcel Acezat     | 1884 - 1896                |  |
| Hippolyte Freixe  | 1896 - 1904                |  |
| Joseph Gueyne     | 1904 - 1912                |  |
| Jean Marc         | 1912 - 1919                |  |
| Joseph Marc       | 1919 - 1929                |  |
| André Bernard     | 1929 - 1931                |  |
| Jean Rous         | 1931 - 1935                |  |
| Ange Carboneil    | 1935 - 1937                |  |
| Barthélémy Vernet | 1937 - 1941                |  |
|                   |                            |  |
| Michel Grau       | 1944 - 1951                |  |
| Vincent Gueyne    | 1951 - 1959                |  |
| Roger Vernet      | 1959 - 1981                |  |
| José Gali         | 1981 - 1991                |  |
| Marcel Marc       | 1991 - 2001                |  |
| Jean Bigeat       | 2001 - 2008                |  |
| Josette Pujol     | 2008 - Moment actual       |  |

### Legislatura 2014 - 2020

#### Batlle
- Josette Pujol.

#### Adjunt al batlle[18]
- 1a: Françoise Fourquet-Turrel
- 2n: Roger Solere
- 3a: Charline Trilles.

#### Consellers municipals
- Nicole Arquer
- Laurent Astruch
- Pierre Bes
- Guy Briols
- Nathalie Crouilles
- Michel Duplany
- Daniel Galeyrand
- Léon Goblet
- Maryse Riu
- Nadège Selva
- Alain Walter.

### Adscripció cantonal

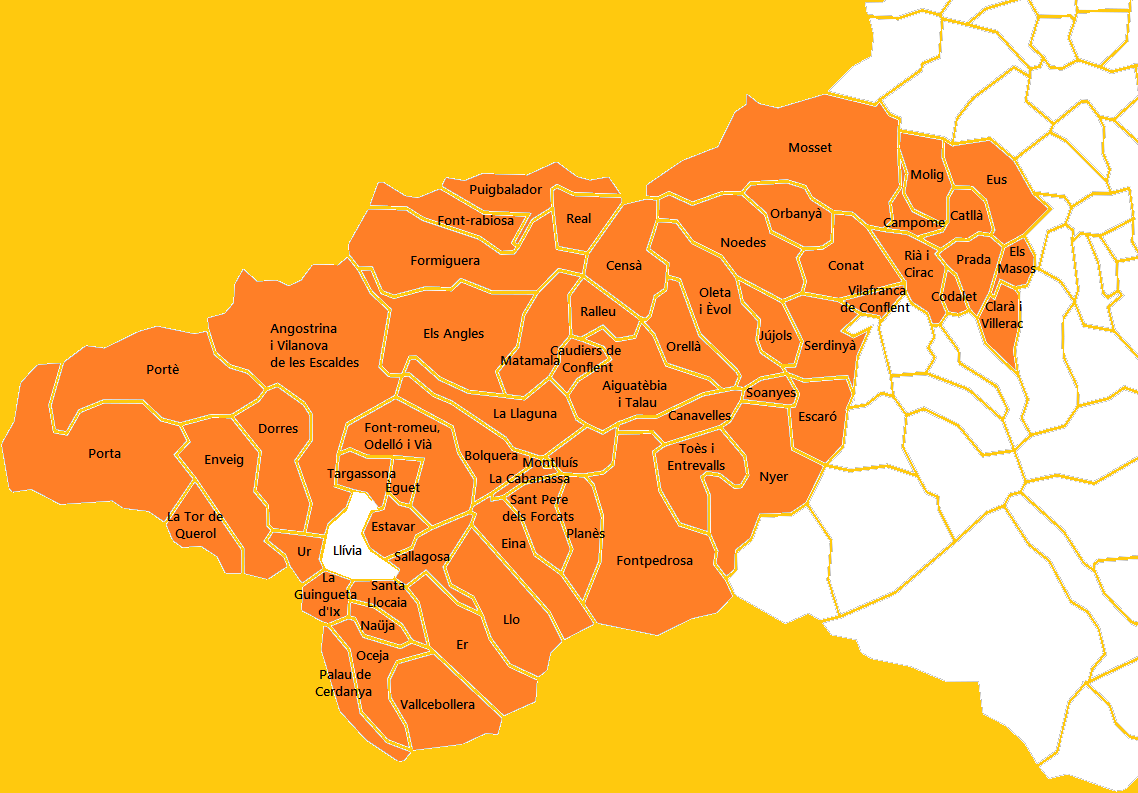
Mapa del Cantó dels Pirineus Catalans

A les eleccions cantonals del 2015 Catllà ha estat inclòs en el cantó número 13, dels Pirineus Catalans, que inclou els pobles d'Angostrina i Vilanova de les Escaldes, Bolquera, Dorres, Èguet, Eina, Enveig, Er, Estavar, Font-romeu, Odelló i Vià, la Guingueta d'Ix, Llo, Naüja, Oceja, Palau de Cerdanya, Porta, Portè, Sallagosa, Santa Llocaia, Targasona, la Tor de Querol, Ur i Vallcebollera, de la comarca de l'Alta Cerdanya, els Angles, Font-rabiosa, Formiguera, Matamala, Puigbalador i Ral, de la del Capcir, i les viles de Montlluís, Prada i Vilafranca de Conflent i els pobles d'Aiguatèbia i Talau, la Cabanassa, Campome, Canavelles, Catllà, Caudiers de Conflent, Censà, Clarà i Villerac, Codalet, Conat, Escaró, Eus, Fontpedrosa, Jújols, la Llaguna, Els Masos, Molig, Mosset, Noedes, Nyer, Oleta i Èvol, Orbanyà, Orellà, Planès, Ralleu, Rià i Cirac, Sant Pere dels Forcats, Sautó, Serdinyà, Soanyes i Toès i Entrevalls, de la del Conflent, amb capitalitat a Prada. Són conselleres per aquest cantó Jean Castex i Hélène Josende, de la Unió de la Dreta.

### Serveis comunals mancomunats
Catllà forma part de la Comunitat de comunes de Conflent - Canigó, amb capitalitat a Prada, juntament amb Prada, Arboçols, Campome, Campossí, Canavelles, Castell de Vernet, Clarà i Villerac, Codalet, Conat, Cornellà de Conflent, Escaró, Espirà de Conflent, Estoer, Eus, Fillols, Finestret, Fontpedrosa, Fullà, Jóc, Jújols, Marqueixanes, els Masos, Mentet, Molig, Mosset, Noedes, Nyer, Oleta i Èvol, Orbanyà, Orellà, Pi de Conflent, Rià i Cirac, Rigardà, Saorra, Serdinyà, Soanyes, Sornià, Tarerac, Taurinyà, Toès i Entrevalls, Trevillac, Vallestàvia, Vallmanya, Vernet, Vilafranca de Conflent i Vinçà.

## Ensenyament i Cultura

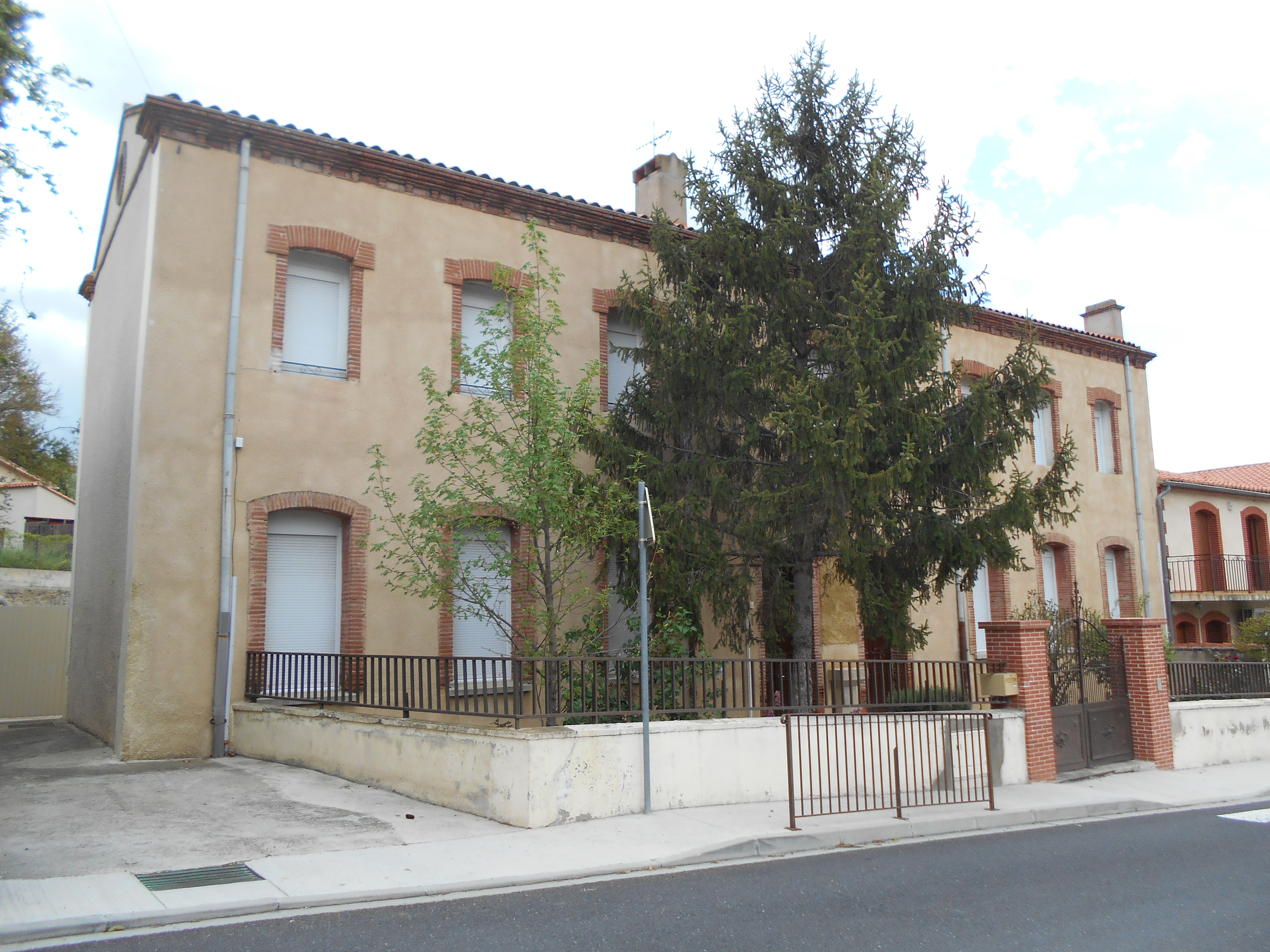
Les Escoles de Catllà, de les poques en actiu de la comarca

A Catllà hi ha una escola elemental pública, amb seccions de maternal i de primària. Per als nivells superiors, els nois i noies de Catllà poden assistir als col·legis de Prada o, ja més lluny, Arles, Illa o Sant Pau de Fenollet per tal de cursar la secundària, i els liceus de Prada per al batxillerat.

## Llocs d'interès
- Església parroquial de Sant Andreu
- Església de Santa Maria de Riquer
- Ermita de Sant Jaume de Calaons

## Personatges il·lustres
- Joan Baptista Blazy (1871-1933), religiós que promogué i difongué el català, i que traduí Jacint Verdaguer al francès